# Gilieae
Gilieae és una tribu de plantes amb flor de la família Polemoniaceae, subfamília Polemonioideae. Verne E. Grant l'anomenà així en concordança amb Polemoniaceae Gilia, un gènere que Ruiz i Pavón havien batejat així el 1794 en homenatge a l'astrònom i naturalista italià Filippo Luigi Gilii.

## Gèneres
Els botànics dissenteixen sobre la distribució de la subfamília Polemonioideae en tribus i gèneres (vegeu els Enllaços).

### Classificació de l'IPNI
- Aliciella Brand, 1905
- Eriastrum Woot. i Standl., 1913
- Gilia Ruiz i Pav., 1794
- Ipomopsis Michx., 1803
- Langloisia Greene, 1896
- Leptodactylon Hook. i Arn., 1839
- Linanthus Benth., 1833
- Navarretia Ruiz & Pavon, 1794

### Classificació de Leigh A. Johnson
- Allophyllum(Nutt.) 		 				 	 																 	 			 		 		A.D.Grant 	 	 														& V.E.Grant, 1955
- Collomia Nutt., 1818
- Gilia Ruiz & Pav., 1794
- Navarretia Ruiz & Pav., 1794
- Saltugilia (V.E.Grant) L.A.Johnson, 2000